# Український фольклор (двомісячник)
Український Фольклор — науково-популярний ілюстрований двомісячник, орган Інституту Українського фольклору АН УРСР та Управління у справах мистецтв при Раднаркомі УРСР.
Виходив у Києві 1937—1939 (вийшло 10 чч.). З травня 1939 до 1941 виходив під назвою «Народна творчість».